# جولیان هالووی
جولیان هالووی (به انگلیسی: Julian Holloway؛ زادهٔ ۲۴ ژوئن ۱۹۴۴  – درگذشتهٔ ۱۶ فوریهٔ ۲۰۲۵) یک بازیگر اهل انگلستان بود.
از جمله فیلم‌هایی که وی در آن‌ها بازی کرده‌است،  می‌توان به سرخ و سیاه و فصلی از زندگی بزرگان اشاره کرد.